# 桃瀨夏美
桃瀨夏美（日语：／ Momose Natsumi，1996年4月4日—），日本年少偶像、寫真偶像。於大阪府出身。所屬事務所為「Poseidon Entertainment」。

## 生平
2007年5月18日，桃瀨推出自己第4部寫真DVD《自然為態》（Take Naturally），當中收錄了她身穿格子裝的樣子。她在8月3日公開寫真DVD《沖繩與海》（沖縄と海と），於當中以身穿各種泳衣的姿態登場。
2008年9月19日，桃瀨推出寫真DVD總集編《U15年少偶像精選集2》（U15ジュニアアイドルベストセレクション2），當中收錄了她在11歲或之前拍攝的場景。她以身穿泳衣、浴衣、校服等衣物的姿態進行拍攝的寫真DVD《有點不可思議的12歲日記 夏美的暑假》（12歳のちょっと不思議な日記 ～なちゅみの夏休み）於11月21日開售，全作上下卷在當天一併推出。
2009年5月1日，桃瀨跟三花愛良、高岡未來等人共演的《和平学院 初中部物語 學校編》（ピース学院 中等部物語 学校編）開售。
2010年1月8日，桃瀬的寫真DVD《夏美夢遊仙境》（不思議の国のなつみ）公開。4月23日，她推出於東京都進行拍攝的寫真DVD《夏美的猎桃行动》（なつみのピーチハント）。

## 人物
桃瀬喜歡彈鋼琴，善於打網球。她在小學時表示志田未來為自己仰慕的女演員。桃瀬升上初中後加入了網球部，在校最為擅長的科目則為音樂科。

## 外部連結
- 桃瀬なつみ Profile，存于 - 官方資料